# Causa Própria
Causa Própria é uma série em 7 episódios, criada por Edgar Medina e Rui Cardoso Martins, realizada por João Nuno Pinto e produzida pela Arquipélago Filmes, com Margarida Vila-Nova e Nuno Lopes nos principais papéis. A banda sonora é da autoria de Justin Melland. A série estreou a 5 de janeiro de 2022, na RTP1.

## Sinopse
Quando um estudante aparece assassinado num jardim local, uma juíza de uma pequena cidade enfrenta um difícil dilema. Agora, tudo o que fizer pode colocar a sua família em perigo.

## Recepção
O drama judicial Causa Própria, exibiu o seu primeiro episódio no evento ‘ONSeries Lisboa’, o primeiro evento internacional de televisão profissional realizado em Portugal, no dia 24 de Novembro de 2021, no Centro Cultural de Belém (CCB), Lisboa. 

A exibição da série Causa Própria em território nacional, decorre entre 5 de janeiro a 16 de fevereiro, na RTP1. A série tem sido bem recebida pela crítica nacional, tendo sido elogiada pela sua qualidade técnica e narrativa e reconhecido o seu potencial de internacionalização. 
“(...) Fica sempre a dúvida entre as voltas (e reviravoltas) que dá este thriller policial, depois judicial, depois drama familiar, em part coming-of-age ainda. Brilhantemente contida. Basta o que basta. Não é preciso mais.” em Novo Semanário 
“O que era para ser uma série passada sobretudo em tribunais, com um caso judicial por episódio, transformou-se em algo mais intrincado. Para escreverem os sete episódios de Causa Própria, os argumentistas (...) extraíram livremente das histórias [de tribunal] pormenores muito reais, “por isso, os diálogos soam a verdadeiros”. em Revista Visão 
“A fotografia é exemplar. Os cenários, os planos aéreos e os locais abandonados — as gravações aconteceram no concelho das Caldas da Rainha — juntam-se numa dança de suspense e nervos cuja cadência é definida pela banda sonora do norte- americano Justin Melland (...).” em Jornal Observador
“(...) Uma série que é uma colecção de sensações sobre um território (...) e sobre um colectivo de personagens. Todos estão envoltos num ambiente que é tanto escrito como filmado, tanto musicado como fotografado. (...) Causa Própria beneficia do entrecortar do espaço físico com o estado psicológico dos personagens.” em Jornal Público
“Há uma série que ilumina o caminho para o futuro da produção televisiva nacional: “Causa Própria. (...) Mas o mais importante é que “Causa Própria” é um dos mais sólidos passos para a concretização de um modelo criativo nacional, que nos diferencie face à ficção de outros polos criativos. É na identidade própria, sem estar fechada num quarto, que se abrem as portas para uma produção genuínamente nacional. Que pode ser internacional.” em Jornal de Negócios

Segundo o Afonso Laginha, que criou uma conta no Reddit para fazer um AMA (Ask Me Anything), depois deste ter sido verificado pelo Reddit, ele afirmou que havia planos para acabar a série de TV Causa Própria em duas temporadas, no entanto nada ainda estava definido.

## Elenco
- Margarida Vila-Nova como Ana Martins
- Nuno Lopes como Inspector Mário
- Ivo Canelas como Procurador Vítor
- Maria Rueff como Alice
- António Fonseca como Juiz Luciano
- Catarina Wallenstein como Inspectora Maria
- Afonso Laginha como David
- Sílvia Chiola como Clara
- Adriano Carvalho como Procurador Abel
- Ana Vilela da Costa como Jornalista Marta
- Ana Valentim como Advogada Joana
- Gonçalo Waddington como Advogado Renato
- Miguel Borges (ator) como Guarda do Jardim
- Pedro Lacerda como Ruço
- Leandro Paulin como Tozé
- João Figueiredo como Johny
- Ivo Arroja como Hugo

## Elenco Adicional
- Margarida Caldeira como Inês
- Diogo Nobre como André S. Gomes
- Margarida Moreira como Laura (mãe André)
- Manuel Wiborg como Guilherme (Pai André)
- João Lagarto como Advogado Melo
- João Pedro Mamede como Advogado Sousa
- Joana Bárcia como Prostituta Simone
- Mitó como Prostituta Celeste
- João Pamplona como Cameraman
- Lourenço Henriques como Professor Lemos
- Nuno Nunes como Professor Chaves
- Maria do Ó como Martinha
- Rui Luís Brás como Padre
- Susana Blazer como Maria da Conceição
- Maria João Vaz como Funcionária Júlia
- Miguel Monteiro como Funcionário João
- António Mortágua como Dono dos Bilhares
- Jorge Magalhães como Produtor Arsénio
- Nuno Sá como Sr. Rafael
- Ana Bento como Kiki
- João Garcia Miguel como Dono do Mourita
- Nuno Preto como Sequestrador
- António Simão como Polícia Testemunho "Ruço"
- Madalena Aragão como Mariana
- Maria Abreu como Mizé
- Sara Barros Leitão como Mónica
- Ivo Alexandre como Carlos Manuel
- Gustavo Sumpta como Médico Legista
- Marta Medeiros como Professora de Clara
- Diana Herzog como Helena
- Rui Cardoso Martins como Juiz Mateus
- Helder Ramos como Taxista Lacerda
- João Tempera como Enfermeiro Pedro
- Nicolas Brites como Tio Criança Morta
- Dinarte Branco como Queixoso Figueiredo
- Vanda Cerejo como Mãe Criança Morta
- Luís Barros como Polícia 1 Testemunha C. Manuel